# غاري ويلسون (لاعب كريكت)
غاري ويلسون (5 فبراير 1986 في المملكة المتحدة - ) (بالإنجليزية: Gary Wilson)‏ هو لاعب كريكت أيرلندي. شارك مع منتخب أيرلندا للكريكت. أما مع النوادي، فقد لعب مع نادي مقاطعة ديربيشاير للكريكت ‏ ونادي مقاطعة سري للكريكت ‏.

## وصلات خارجية
- غاري ويلسون على موقع إي آس بي آن كريك إنفو (الإنجليزية)